# アメハマ製菓
アメハマ製菓株式会社（アメハマせいか、Amehama Seika Co., Ltd.）は、愛知県一宮市に本社を置いていた製菓会社（駄菓子メーカー）である。

## 概要
1910年（明治43年）に創立した製菓会社。かつては菓子の問屋街で知られる名古屋市西区に本社を置いていたが2008年（平成20年）に工場を新設し本社とともに移転した。
2021年（令和3年）、新型コロナウイルス感染症の流行の影響や高コスト体質の生産体制を続けてしまったこと、原材料費の上昇、設備の老朽化など様々な経営課題を抱えており、経営継続が困難と判断し、事業を同年4月末に廃止することとなった。
本社・工場跡地は、日進乳業（本社・愛知県北名古屋市）が取得し、同年9月よりキャンディ製造を行う一宮工場として稼働した。

## 沿革
- 1910年（明治43年）8月 - 愛知県名古屋市西区に飴浜製菓所として創立。
- 1948年（昭和23年）8月 - 飴浜製菓株式会社を設立。
- 1962年（昭和37年）11月28日 - 名古屋市西区新道町に所在した工場において火災が発生し、1,685平方メートルを焼損[4]。
- 1985年（昭和60年）4月 - 商号をアメハマ製菓株式会社に変更。
- 2008年（平成20年）1月 - 本社および工場を一宮市に新設移転。
- 2021年（令和3年）4月末 - 廃業。

## 主な商品
- ミルキーマジック
- 10円当り飴
- ハード・ソフトキャンディ
- Vキャンディシリーズ(いちごミルクキャンディなど)
- 大玉アソート

## 事業所
- 本社・本社工場（愛知県一宮市）
- 東京駐在所（東京都大田区）
- 大阪駐在所（兵庫県姫路市）
- 大阪第二駐在所（京都府京都市）